# 20 let písniček z pořadu Hodina zpěvu
20 let písniček z pořadu Hodina zpěvu (2007) je kompilace písni složených autorskou dvojicí Jaroslav Uhlíř a Zdeněk Svěrák. Tyto písně zazněly v televizním pořadu Hodina zpěvu.

## Seznam písniček

### První disk
1. „Auta“
2. „Barbora píše z tábora“
3. „Čechy krásné, Čechy naše“
4. „Datel“
5. „Edu vzali k fotografovi“
6. „Hlavně, že jsme na vzduchu“
7. „Chválím tě, Země má“
8. „Jaro dělá pokusy“
9. „Kamarádka lípa“
10. „Když jsem já šel do lidušky“
11. „Když se zamiluje kůň“
12. „Klouzky“
13. „Krávy, krávy“
14. „Mravenčí ukolébavka“
15. „Moje milá plaví koně“
16. „Mléčný bar“
17. „Myš Lenka“
18. „Narozeninová“
19. „Nastává máj“
20. „Neopouštěj“
21. „Hlupáku, najdu tě“
22. „Dej cihlu k cihle“ („Dělání“)
23. „Je statisticky dokázáno“
24. „Kdyby se v komnatách“
25. „Není nutno“
26. „Budulínek“ (operka)

### Druhý disk
1. „Náušnice z třešní“
2. „Opičí kapela“
3. „Pan doktor Janoušek“
4. „Prázdniny u babičky“
5. „Prosinec“
6. „Psí divadlo“
7. „Rovnátka“
8. „Stromy“
9. „Strašidýlko Emílek“
10. „Svátek zvířat“
11. „Světové Vánoce“
12. „Ta naše hospoda“
13. „Umím prase zepředu“
14. „Vlasy až na záda“
15. „Vlčí máky“
16. „Voda, voděnka“
17. „Září“
18. „Zapadání“
19. „Zavolejte stráže“
20. „Hajný je lesa pán“
21. „Každý den“
22. „Šupy dupy dup“
23. „Pod dubem, za dubem“
24. „Nám se stalo něco překrásného“
25. „Karkulka“ (operka)